# Henk Ooms
Hendrik „Henk“ Ooms (* 18. März 1916 in Halfweg; † 6. Dezember 1993 in Den Haag) war ein niederländischer Bahnradsportler.
1936 startete Henk Ooms bei den Olympischen Spielen in Berlin im Tandemrennen und errang gemeinsam mit Bernard Leene die Silbermedaille. Im Jahr darauf wurde er bei den Bahn-Weltmeisterschaften in Ordrup Dritter im Sprint der Amateure. 1938 und 1939 errang er zudem den nationalen Titel im Sprint der Amateure, 1944 wurde er Zweiter bei den Profis. 1937 gewann er den traditionsreichen Muratti Gold Cup auf der Radrennbahn von Manchester.
Der Vater von Henk Ooms, Willem Ooms, startete bei den Olympischen Spielen 1920 in Antwerpen im Bahnrennen über 50 Kilometer, gab aber auf.